# Classiques en pierre de Xiping

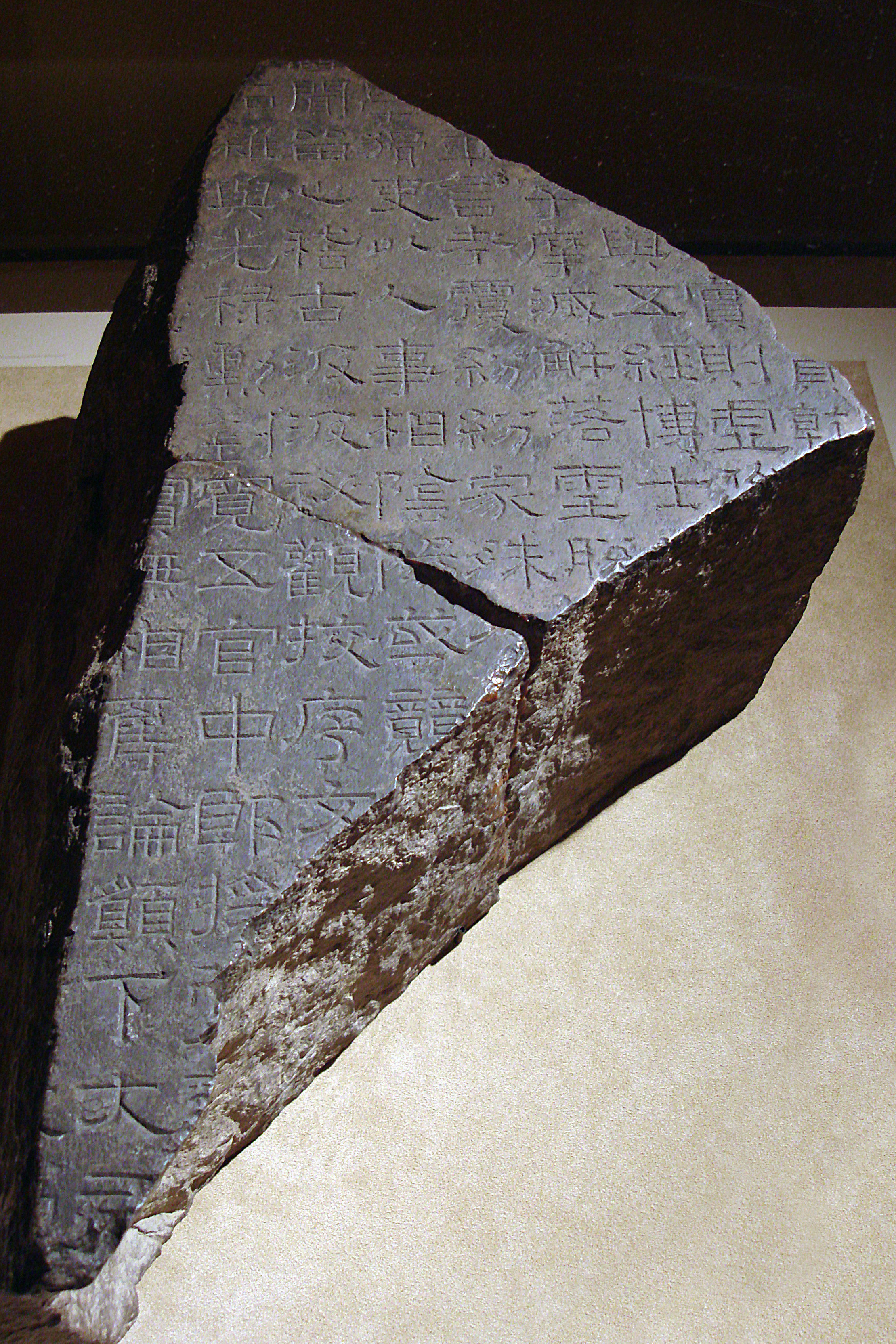
Fragment des Classiques de pierre de Xiping. Musée national de Chine.

Les Classiques en pierre de Xiping (chinois : 熹平石经) sont les Sept Classiques confucéens dont le texte a été gravé sur stèles, à Luoyang, capitale des Han postérieurs. Ces Classiques sont le Classique des mutations, le Classique des vers, le Classique des documents, les Annales des Printemps et Automnes avec le Commentaire de Gongyang (en), le Classique des rites, les Entretiens de Confucius. L'entreprise a été ordonnée en 175 par l'empereur Lingdi est s'est achevée en 183. Le texte en a été établi par Cai Yong et a été gravé sur quarante-six stèles, dans le style de la calligraphie lishu. Il n'en reste plus que des fragments.
Environ 200 000 caractères ont été gravés sur les deux faces de ces quarante-six stèles.
La Bibliothèque nationale de Chine en conserve des fragments.